# Tentes mongoles
Les tentes mongoles sont de différents types, si les yourtes qu'ils utilisent majoritairement sont les plus connues. Les tipis, utilisés par les toungouses des régions boisées de Sibérie le sont davantage en Amérique, il existe également différents types de tentes, de différentes tailles et aux fonctions diverses.
On retrouve un grand nombre de ces tentes chez les Mandchous et les Tibétains.

## Principaux types de tentes
La ger tereg (ou teregt ger) est une yourte montée sur chariot.
Le terme ᠮᠠᠶᠢᠬᠠᠨ / майхан / maikhan, est également un terme générique pour les tentes,.
| Mongol bichig           | Mongol cyrillique    | translittération MNS | Fonction et description                                                              | Illustration | Remarque                                       |
| ----------------------- | -------------------- | -------------------- | ------------------------------------------------------------------------------------ | ------------ | ---------------------------------------------- |
| ᠵᠣᠳᠭᠠᠷ                  | жодгор               | Jodgor               | Petite tente pour une ou deux personnes                                              |              |                                                |
| ᠮᠠᠶᠢᠬᠠᠨ                 | Майхан               | Maikhan              | Grande tente pour accueillir un groupe                                               |              |                                                |
| ᠴᠠᠴᠠᠷ                   | Цацар                | Tsatsar              | Simple pièce de tissu posé sur les supports verticaux, le bas de la tente est ouvert |              |                                                |
| ?                       | Цачир ?              | Tsachir ?            | Grande tente rectangulaire avec tissu sur les parois verticales                      |              |                                                |
| ᠠᠰᠠᠷ                    | Асар                 | Asar                 | Grande tente, terme générique pour tsatsar et tsatkhir                               |              |                                                |
| ᠴᠠᠲᠠᠨ ᠤ ᠤᠷᠤᠴᠠ           | Цаатны урц           | Tsaatny urts         | Tente des éleveurs de rennes                                                         |              | Utilisé par les peuples toungouses de la taïga |
| ᠭᠡᠷ ᠲᠡᠷᠭ ou ᠲᠡᠷᠭᠡᠲᠥ ᠭᠡᠷ | гэр тэрэг тэрэгт гэр | ger tereg teregt ger | Yourte sur chariot, palais des khan                                                  |              |                                                |
| ᠤᠷᠤᠴᠠ                   | урц                  | urts                 | Hutte                                                                                |              |                                                |